# Isochlora fuscovirens
Isochlora fuscovirens är en fjärilsart som beskrevs av George Francis Hampson 1894. Isochlora fuscovirens ingår i släktet Isochlora och familjen nattflyn. Inga underarter finns listade i Catalogue of Life.